# جزیره ساندی (کوئینزلند)
جزیره ساندی (انگلیسی: Sunday Islet) یک جزیره کوچک در کوئینزلند، استرالیا است که در Northern Australia واقع شده‌است.